# Proktitis
Die Proktitis (von altgriechisch πρωκτός prōktós, deutsch ‚Anus, After‘ und altgriechisch -ίτις ítis, deutsch ‚entzündliche Erkrankung‘) ist eine Entzündung der Schleimhaut des Enddarmes, genauer des Anus und/oder des Mastdarmes.
Die häufigsten Symptome sind vermehrter Stuhldrang mit Schleim- und/oder Blutauflagerungen, Schleimhautläsionen und -schwellung.

## Einteilung und Ursachen
Folgende Klassifikation nach zugrunde liegender Ursache ist gebräuchlich:
- infektbedingt, häufig durch Neisseria gonorrhoeae, Herpes-simplex-Viren, Chlamydia trachomatis, Treponema pallidum, Escherichia coli, Clostridium difficile, Zytomegalievirus, Giardia lamblia, Campylobacter, Shigella, Entamoeba histolytica
- radiogen
- toxisch, medikamentös oder allergisch
- mechanisch
- durch Mangeldurchblutung (ischämisch)

Darüber hinaus kann eine Proktitis bei Analprolaps oder Rektumprolaps, postoperativ oder bei anorektaler Beteiligung eines Morbus Crohn auftreten.

## Klinische Erscheinungen
Das klinische Bild kann sehr unterschiedlich sein und reicht von seltenen symptomfreien Verläufen bis starken Schmerzen und Tumorbildungen. Häufigste Symptome sind vermehrter Stuhldrang, Schleimabgänge, Nässen und Stuhlschmieren sowie Blutauflagerungen bis Hämatochezie. Darüber hinaus können Fieber, Abgeschlagenheit, Gewichtsabnahme, Schmerzen (vor allem beim Stuhlgang), analer Juckreiz, Fremdkörpergefühl oder bleistiftartiger Stuhlgang auftreten. Hinzu kann eine Anschwellung regionaler Lymphknoten kommen.

## Diagnose
Die Diagnostik besteht aus detaillierter Anamnese, Inspektion, Palpation sowie Prokto-, Rekto- und Rektosigmoidoskopie. Außer bei strahleninduzierter Proktitis ist eine Biopsie indiziert.

## Differentialdiagnose
Abzugrenzen sind vor allem die Proktitis ulcerosa und ein anorektaler Morbus Crohn.

## Therapie
Die Behandlung hängt von der Ursache ab.

## In der Tiermedizin
Bei Hunden und Katzen treten akute Proktitiden auf, häufig im Zusammenhang mit einer Kolitis. Die akute Proktitis ist entweder bakteriell, parasitär oder durch Fremdkörper oder Futterunverträglichkeit bedingt. Es treten Kotdrang, Blutbeimengung im Kot, Dyschezie, manchmal auch Verstopfung auf. Das Allgemeinbefinden ist häufig ungestört und die Erkrankung verläuft meistens selbstlimitierend. Bei Rindern kommen Proktitiden vor allem durch Perforationen bei der rektalen Untersuchung vor.